# Pinkney City (Washington)

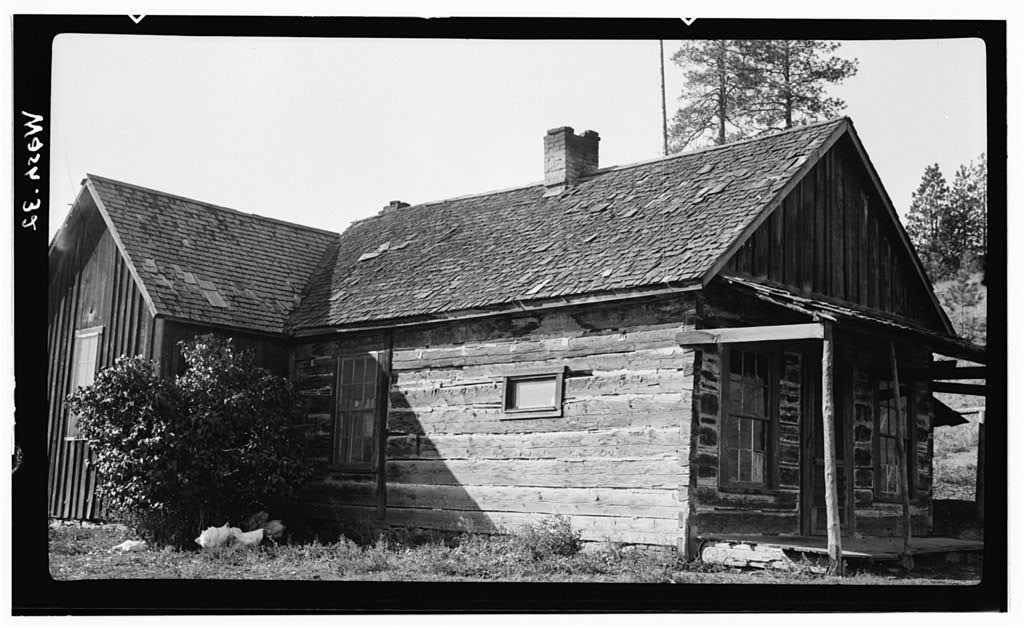
Der Hof von John Holst nahe Colville

Pinkney City (auch Pinkneyville genannt) war eine kleine Gemeinde außerhalb des Fort Colville im heutigen Stevens County im US-Bundesstaat Washington. Ursprünglich war die Gemeinde nach dem Hauptmann (im Rang eines Majors) Pinkney Lugenbeel benannt, dem Erbauer und ab 1859 ersten Kommandanten des Forts. Das Städtchen wuchs schnell um das neugegründete Fort herum.
Die zivile Stadt unmittelbar nördlich des Postens der U.S. Army wurde schnell zu einem wichtigen Handelszentrum und 1860 der County Seat des ursprünglichen Spokane County. 1863 ersuchte das Spokane County Board of County Commissioners die Legislative, das bis dato noch nicht eingerichtete Stevens County zum Teil des Spokane County zu machen. Die Washington Territorial Legislature löste jedoch 1864 das Spokane County auf und machte es zu einem Teil des Stevens County mit den ursprünglichen Spokane County Commissioners; der County Seat in Pinkney City blieb erhalten. Das erste Postamt der Stadt wurde am 17. Dezember 1859 eingerichtet und am 17. April 1860 wieder aufgelöst. Ein nächstes Postamt wurde am 25. November 1862 gegründet und Fort Colville genannt. Sein Name wurde am 13. April 1883 in Colville geändert. Nachdem das Fort 1882 aufgegeben worden war, begann Pinkney City zu verschwinden; die meisten Geschäfte wanderten in das drei Meilen (4,8 km) entfernte Colville ab.
Pinkney City liegt an der Aladdin Road/ Douglas Falls Road. Das Tempolimit in diesem Gebiet beträgt 35 mph (56,3 km/ h).